# Ludvig August Friborg Guldberg
Ludvig August Friborg Guldberg (12. maj 1834 – 3. juni 1912) var fra Nyborg og tog 1860 polyteknisk 
eksamen i anvendt naturvidenskab.
Han var i en årrække ligesom storebroderen Carl Edvard Lemming Guldberg ansat ved det københavnske blindeinstitut, hvor han besørgede dets relief-tryksager, men forlod stillingen i 1891 på grund af sygdom.
Hans navn er knyttet til opfindelsen af en rouletpasser med tilsvarende tegnestift, ved hjælp af hvilke de blinde kunne tegne geometriske figurer, samt af en tavle til punktskrift. 